# Sledgers-Gletscher
Der Sledgers-Gletscher ist ein Gletscher in den Bowers Mountains des ostantarktischen Viktorialand. Er fließt vom Husky-Pass entlang der Lanterman Range in nordwestliche Richtung und erreicht den Rennick-Gletscher zwischen dem Carnes Crag und Mount Gow. 
Benannt wurde er von der Nordgruppe einer von 1963 bis 1964 durchgeführten Kampagne im Rahmen der New Zealand Geological Survey Antarctic Expedition in Erinnerung an die Schlittenmannschaften (englisch sledgers) des Goldenen Zeitalters der Antarktis-Forschung zum Ende des 19. und zu Beginn des 20. Jahrhunderts sowie deren Errungenschaften bei der Erschließung der antarktischen Gebiete.